# Systemd
systemd är en system- och servicehanterare till Linux. Den fungerar som ersättning för den traditionella init-processen (som fanns i två varianter: System V och BSD). systemd håller reda på bakgrundsprocesser (daemons) och sköter loggning.
systemd skapades av Lennart Poettering och Kay Sievers och är skriven i programspråket  C. Systemd är publicerad som fri mjukvara under GNU Lesser General Public License version 2.1 eller senare. Systemd används i Linux-distributionerna Arch Linux,  Fedora, OpenSuse, Mageia, Debian och Ubuntu och finns som alternativ i Gentoo. Det har skapats en fork av Debian kallad Devuan för de som inte vill använda systemd.